# Lijst van Alarmschijven in 2021
Deze hits waren in 2021 Alarmschijf op Qmusic:
| Nr.  | Datum   | Artiest                                      | Titel                                 | Hoogste positie in Top 40 | Aantal weken | Aantal punten |
| ---- | ------- | -------------------------------------------- | ------------------------------------- | ------------------------- | ------------ | ------------- |
| 2643 | Week 1  | Justin Bieber                                | Anyone                                | 7                         | 16           | 420           |
| 2644 | Week 2  | The Kid Laroi                                | Without You                           | 2                         | 17           | 515           |
| 2645 | Week 3  | Olivia Rodrigo                               | Drivers License                       | 1 (5 weken)               | 14           | 457           |
| 2646 | Week 4  | Jason Derülo & Adam Levine                   | Lifestyle                             | 17                        | 10           | 155           |
| 2647 | Week 5  | Nathan Evans                                 | Wellerman (220Kid x Billen Ted Remix) | 1 (4 weken)               | 17           | 525           |
| 2648 | Week 6  | Sia x David Guetta                           | Floating Through Space                | 8                         | 18           | 487           |
| 2649 | Week 7  | Riton x Nightcrawlers ft. Mufasa & Hypeman   | Friday - Dopamine re-edit             | 3                         | 19           | 539           |
| 2650 | Week 8  | P!nk + Willow Sage Hart                      | Cover Me in Sunshine                  | 4                         | 17           | 482           |
| 2651 | Week 9  | Joel Corry, Raye & David Guetta              | Bed                                   | 4                         | 21           | 565           |
| 2652 | Week 10 | Suzan & Freek                                | Goud                                  | 2                         | 20           | 598           |
| 2653 | Week 11 | Imagine Dragons                              | Follow You                            | 7                         | 20           | 457           |
| 2654 | Week 12 | Miley Cyrus                                  | Angels like You                       | 21                        | 11           | 144           |
| 2655 | Week 13 | Lucas & Steve & Blackstreet                  | No Diggity                            | 21                        | 8            | 100           |
| 2656 | Week 14 | Justin Bieber feat. Daniel Caesar & Givēon   | Peaches                               | 2                         | 12           | 366           |
| 2657 | Week 15 | Majestic x Boney M.                          | Rasputin                              | 5                         | 13           | 328           |
| 2658 | Week 16 | Tieks ft. Dan Harkna                         | Sunshine                              | 38                        | 3            | 7             |
| 2659 | Week 17 | Mimi Webb                                    | Good Without                          | 23                        | 7            | 92            |
| 2660 | Week 18 | Regard, Troye Sivan & Tate McRae             | You                                   | 17                        | 15           | 203           |
| 2661 | Week 19 | Coldplay                                     | Higher Power                          | 11                        | 17           | 357           |
| 2662 | Week 20 | Martin Garrix, Bono & The Edge               | We Are the People                     | 2                         | 17           | 464           |
| 2663 | Week 21 | Olivia Rodrigo                               | Good 4 U                              | 1 (6 weken)               | 16           | 509           |
| 2664 | Week 22 | Marshmello x Jonas Brothers                  | Leave Before You Love Me              | 8                         | 22           | 502           |
| 2665 | Week 23 | Calvin Harris ft. Tom Grennan                | By Your Side                          | 8                         | 16           | 389           |
| 2666 | Week 24 | John Mayer                                   | Last Train Home                       | 14                        | 18           | 395           |
| 2667 | Week 25 | Justin Wellington & Small Jam                | Iko Iko                               | 4                         | 16           | 393           |
| 2668 | Week 26 | Ed Sheeran                                   | Bad Habits                            | 1 (5 weken)               | 25           | 814           |
| 2669 | Week 27 | Becky Hill & David Guetta                    | Remember                              | 3                         | 22           | 590           |
| 2670 | Week 28 | The Kid Laroi & Justin Bieber                | Stay                                  | 1 (7 weken)               | 24           | 755           |
| 2671 | Week 29 | Enrique Iglesias & Farruko                   | Me Pasé                               | 19                        | 17           | 225           |
| 2672 | Week 30 | Camila Cabello                               | Don't Go Yet                          | 10                        | 13           | 300           |
| 2673 | Week 31 | Sera                                         | Only Us                               | 28                        | 9            | 51            |
| 2674 | Week 32 | The Weeknd                                   | Take My Breath                        | 7                         | 16           | 366           |
| 2675 | Week 33 | Maan                                         | Niks is heilig                        | 15                        | 8            | 134           |
| 2676 | Week 34 | Shawn Mendes & Tainy                         | Summer of Love                        | 18                        | 7            | 123           |
| 2677 | Week 35 | The Script                                   | I Want It All                         | 32                        | 9            | 50            |
| 2678 | Week 36 | Elton John & Dua Lipa                        | Cold Heart (Pnau remix)               | 2                         | 23           | 647           |
| 2679 | Week 37 | Ed Sheeran                                   | Shivers                               | 4                         | 19           | 559           |
| 2680 | Week 38 | Armin van Buuren & Davina Michelle           | Hold On                               | 13                        | 18           | 344           |
| 2681 | Week 39 | Coldplay & BTS                               | My Universe                           | 9                         | 19           | 427           |
| 2682 | Week 40 | Lil Nas X                                    | Thats What I Want                     | 9                         | 22           | 513           |
| 2683 | Week 41 | Flemming                                     | Amsterdam                             | 7                         | 19           | 401           |
| 2684 | Week 42 | Adele                                        | Easy on Me                            | 1 (9 weken)               | 18           | 610           |
| 2685 | Week 43 | Swedish House Mafia & The Weeknd             | Moth to a Flame                       | 10                        | 23           | 553           |
| 2686 | Week 44 | Dermot Kennedy                               | Better Days                           | 21                        | 18           | 269           |
| 2687 | Week 45 | Ed Sheeran                                   | Overpass Graffiti                     | 6                         | 27           | 693           |
| 2688 | Week 46 | Tiësto & Ava Max                             | The Motto                             | 1 (3 weken)               | 27           | 857           |
| 2689 | Week 47 | MEAU                                         | Dat heb jij gedaan                    | 1 (8 weken)               | 24           | 777           |
| 2690 | Week 48 | Gayle                                        | Abcdefu                               | 3                         | 19           | 644           |
| 2691 | Week 49 | Maan                                         | Leven                                 | 15                        | 11           | 205           |
| 2692 | Week 50 | Ed Sheeran & Elton John                      | Merry Christmas                       | 1 (1 week)                | 5            | 128           |
| 2693 | Week 51 | Davina Michelle                              | Hyper                                 | 20                        | 8            | 111           |
| 2694 | Week 52 | Martin Garrix, Mattise & Sadko & John Martin | Won't Let You Go                      | 33                        | 7            | 39            |

1969 ·
1970 ·
1971 ·
1972 ·
1973 ·
1974 ·
1975 ·
1976 ·
1977 ·
1978 ·
1979 ·
1980 ·
1981 ·
1982 ·
1983 ·
1984 ·
1985 ·
1986 ·
1987 ·
1988 ·
1989 · 
1990 · 
1991 · 
1992 · 
1993 · 
1994 · 
1995 · 
1996 · 
1997 · 
1998 · 
1999 · 
2000 · 
2001 · 
2002 · 
2003 · 
2004 · 
2005 · 
2006 · 
2007 · 
2008 · 
2009 ·
2010 ·
2011 ·
2012 ·
2013 ·
2014 ·
2015 ·
2016 ·
2017 ·
2018 ·
2019 ·
2020 ·
2021 ·
2022 ·
2023 ·
2024 ·
2025